# Michael Albasini
Pour les articles homonymes, voir Albasini.
Michael Albasini, né le 20 décembre 1980, est un coureur cycliste suisse professionnel. Coureur complet, il a notamment remporté le Tour de Catalogne en 2012 et une étape du Tour d'Espagne 2011.

## Repères biographiques et carrière amateur
Né le 20 décembre 1980 en Suisse, Michael Albasini grandit au sein d'une famille impliquée dans le sport cycliste. Son père Marcello a en effet été sélectionneur national espoirs suisse, directeur sportif des équipes Cervélo Test et IAM et entraîneur national suisse à partir de juin 2019. Son jeune frère Lucca est également coureur cycliste. Albasini est marié et a deux enfants.
Michael Albasini évolue dans sa jeunesse dans le club suisse du VC Mendrisio. Il remporte en catégorie junior le Championnat de Suisse sur route et le Championnat de Suisse VTT la même année, en 1998. En 2001, il est stagiaire chez Fassa Bortolo et termine quatrième du Ster Elektrotoer, mais n'obtient pas de contrat. Il sera Champion d'Europe sur route des moins de 23 ans en 2002. Durant cette période, Albasini, qui a une formation d'instituteur, exerce cette profession pendant plusieurs mois.

## Carrière professionnelle

### De Phonak à Liquigas (2003-2008)
Albasini passe professionnel en 2003 dans l'équipe Phonak. Il se révèle à l'occasion du Championnat de Zurich 2004, qu'il termine à la cinquième place au sprint, révélant des qualités à la fois de sprinteur et de puncheur susceptibles de faire mouche sur de nombreuses courses. Il quitte alors Phonak pour l'équipe Liquigas-Bianchi, avec laquelle il remporte sa première victoire, sur la 5e étape du Tour de Suisse 2005. Cette même année, la fédération suisse le suspend durant six semaines pour défaut de signalisation.
Malgré une troisième place au Grand Prix de Fourmies en 2006, une victoire d'étape sur le Circuit de la Sarthe en 2007, qu'il termine à la cinquième place finale, ou encore une quatrième place aux Championnats de Suisse la même année, Albasini se limite souvent à des échappées hasardeuses. Le 18 juillet 2007, il est dans la bonne échappée dans la 10e étape du Tour de France sur la route de Marseille, mais il est battu au sprint par Cédric Vasseur et Sandy Casar. 

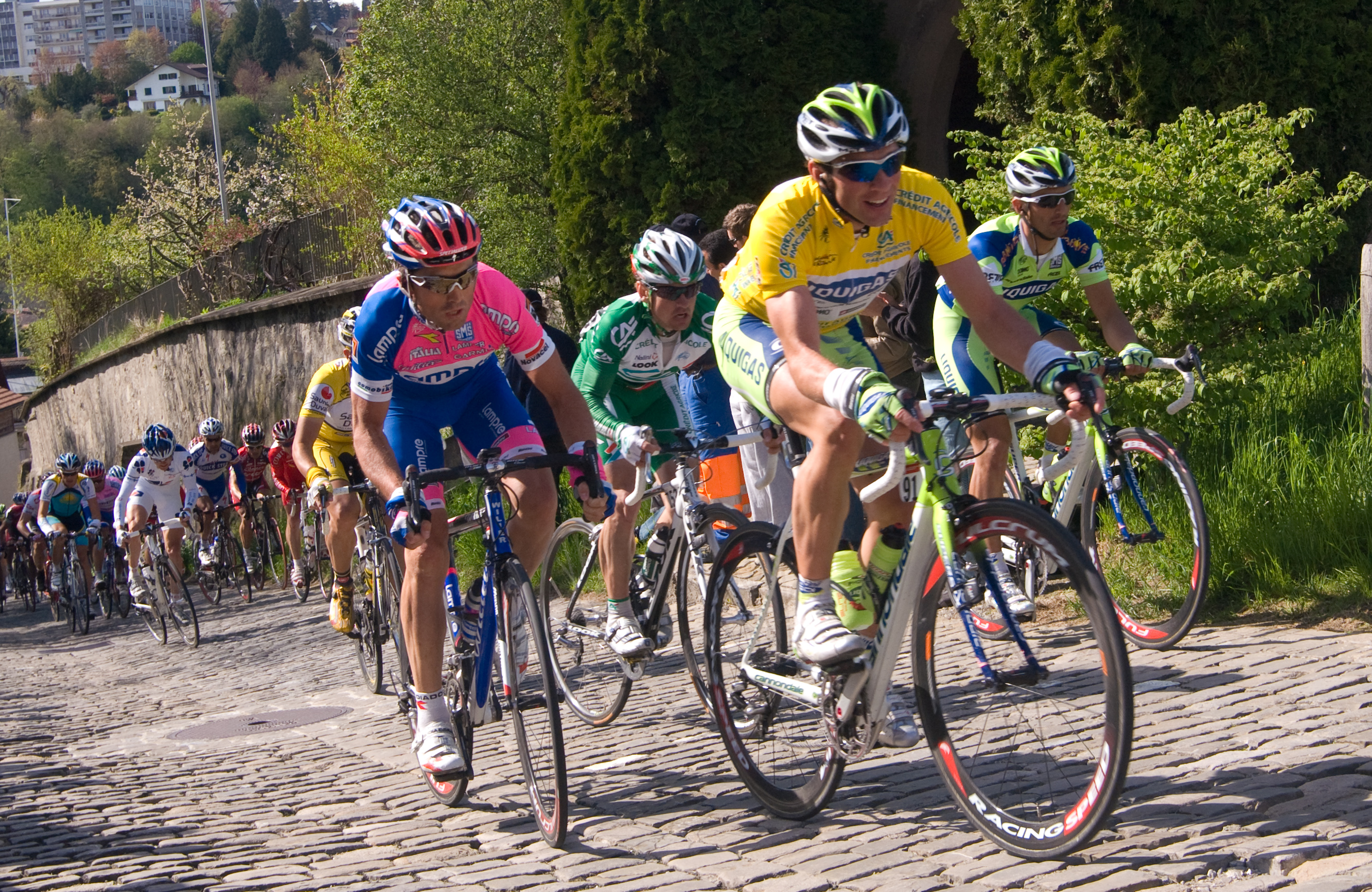
Michael Albasini, en jaune, menant le peloton dans la deuxième étape du Tour de Romandie 2008.

Il faut attendre la saison 2008 pour voir Albasini s'imposer à nouveau. Après avoir terminé 12e du Tour Down Under, il réussit son mois de février. Sur le Tour méditerranéen, il termine troisième au sommet du Mont Faron, et prend la troisième place du classement final. Quelques jours plus tard, il est sixième du Tour du Haut-Var. En avril, il termine deuxième du Grand Prix Miguel Indurain derrière Fabian Wegmann. Encore en vue sur le Tour du Pays basque, il prend part aux classiques ardennaises, et obtient la septième place sur la Flèche wallonne. Sur sa lancée, Albasini participe au Tour de Romandie. Il termine troisième du prologue, puis deuxième de la première étape à la faveur d'un sprint en côte, ce qui lui permet de prendre pendant deux jours la tête du classement général. Après un mois de repos, Albasini reprend au Tour de Luxembourg. Il vainc Joost Posthuma au sprint et s'adjuge la 3e étape, mais laisse la victoire finale à Posthuma, plus rapide dans le prologue. Une semaine plus tard, il obtient la 12e place du Tour de Suisse, sa meilleure place sur une grande course par étapes à ce stade de sa carrière. Sélectionné ensuite pour la course en ligne des Jeux olympiques de Pékin en tant que deuxième option de son pays derrière Fabian Cancellara, il ne peut y participer en raison d'une chute durant un entraînement qui lui cause une fracture de la clavicule droite à quelques jours de l'épreuve,,. Cette saison marque une progression dans sa carrière en étant la première où il arrive à obtenir plusieurs résultats significatifs.

### Columbia-High Road / HTC-Columbia (2009-2011)

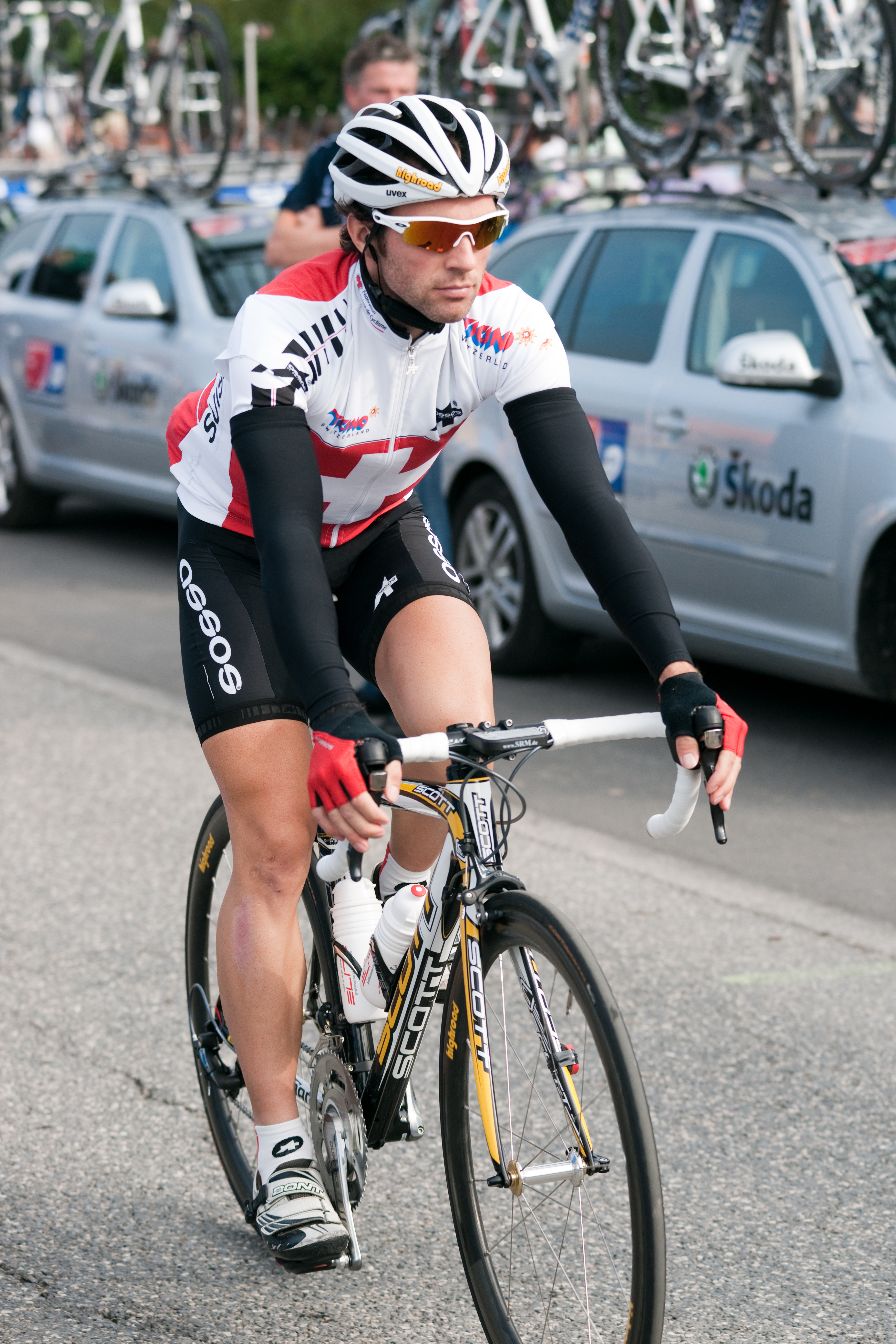
Michael Albasini lors des Championnats du monde sur route 2009.

Albasini s'engage en 2009 au sein de l'équipe américaine Columbia-High Road et reste trois ans au sein de cette structure dont le nom évolue au gré des sponsors pour devenir HTC-Highroad en 2011, année où l'équipe cesse toute activité à la suite du retrait d'HTC.
En 2009, il obtient sa première victoire lors d'une étape du Tour du Pays basque. Sur les classiques ardennaises, il est quatorzième de l'Amstel Gold Race puis neuvième de la Flèche wallonne. Lors de cette saison, il obtient également sa première victoire sur une course à étapes, le Tour d'Autriche, en étant en tête de la course de la deuxième étape jusqu'à son terme. En 2010, il est dixième de la Flèche wallonne. Il remporte également le Tour de Grande-Bretagne dont il prend la tête après sa victoire lors de la troisième étape.
En 2011, il gagne le classement de la montagne du Tour du Pays basque, une étape du Tour de Bavière, course où il est en tête du classement général pendant une journée, puis le Grand Prix du canton d'Argovie. Au début du mois de septembre, à la suite d'une échappée, il gagne au sprint la treizième étape du Tour d'Espagne, une étape de montagne. À la fin du mois, il tente une échappée lors des Championnats du monde sur route avant de finir 86e d'une course gagnée par Mark Cavendish au sprint.

### Orica / Mitchelton (2012-2020)

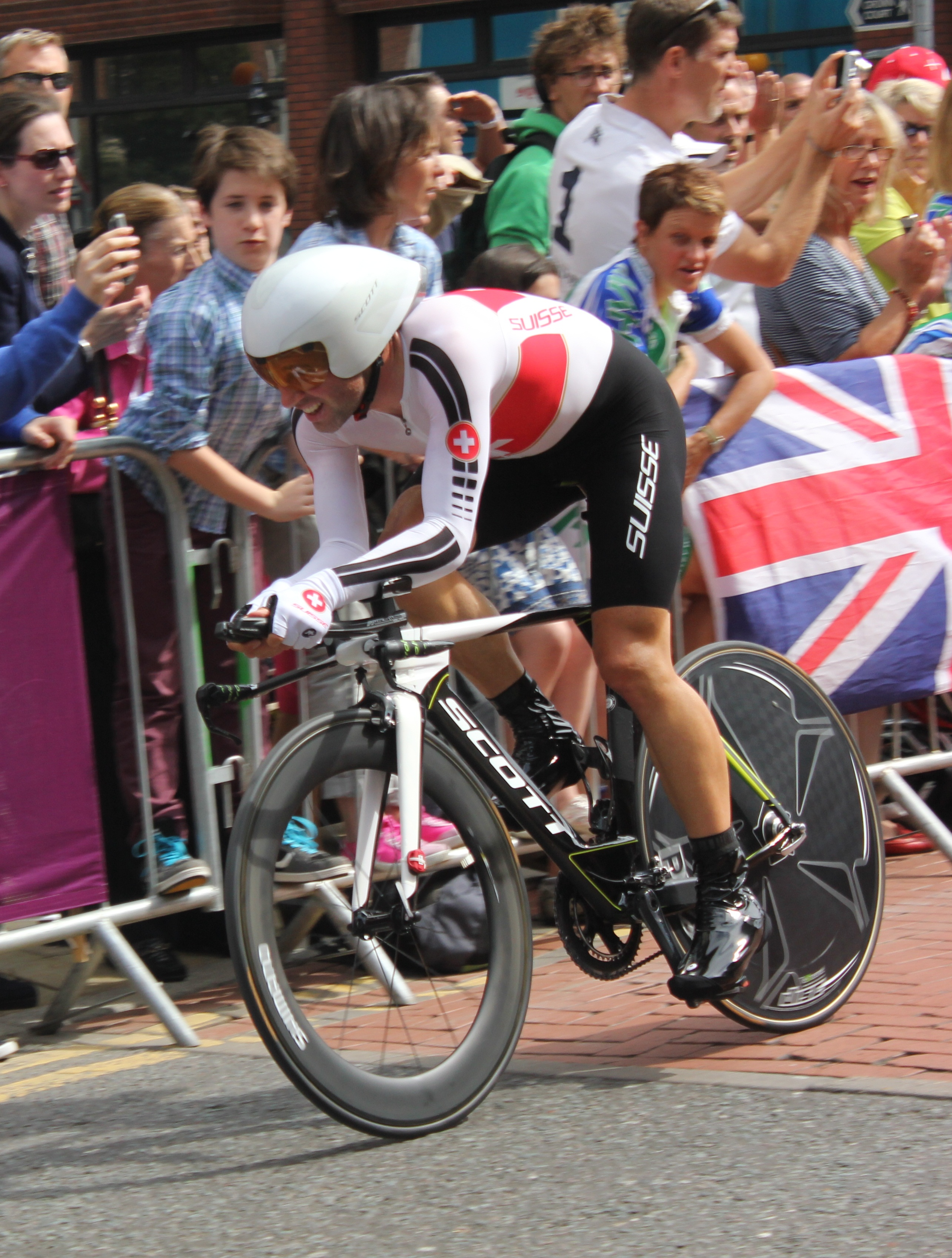
Michael Albasini lors du contre-la-montre des Jeux olympiques de 2012.

Le transfert de Michael Albasini dans l'équipe GreenEDGE est annoncé dans la semaine qui suit sa victoire d'étape au Tour d'Espagne 2011. Dans cette équipe, il arrive comme chef de file sur plusieurs des courses de son programme. Albasini, qui a comme objectif en 2012 les classiques ardennaises, remporte en mars le classement général du Tour de Catalogne, signant au passage deux victoires d'étape. Il est le deuxième Suisse à remporter cette épreuve après Alex Zülle en 1996. Le Suisse obtient ensuite la deuxième place de la Flèche wallonne à quatre secondes de Joaquim Rodríguez mais devant Philippe Gilbert. En juin, il gagne en solitaire la huitième étape du Tour de Suisse disputée en montagne puis obtient huit jours plus tard la deuxième place du championnat de Suisse sur route, battu au sprint par Martin Kohler. Après le Tour de France où il se signale par une échappée infructueuse dans les derniers kilomètres de la treizième étape, il forme avec Fabian Cancellara, Martin Elmiger, Michael Schär et Grégory Rast l'équipe de Suisse lors de la course en ligne des Jeux olympiques de Londres. Il en prend la 96e place. Avec Cancellara, il représente la Suisse lors du contre-la-montre de ces Jeux et en prend la 30e place. En septembre, en l'absence de Cancellara, il est leader de l'équipe de Suisse pour la course en ligne des championnats du monde. Il en prend la 17e place.
Albasini entame l'année 2013 au Tour de San Luis. Auteur d'une victoire au sprint lors de la quatrième étape de Paris-Nice. Attendu sur les classiques ardennaises et notamment sur la Flèche wallonne où son équipier Simon Gerrans est absent, Albasini obtient sur cette épreuve la 21e place, son meilleur classement sur une course de ce type en avril. Il termine son début de saison au Tour de Romandie, où il obtient la troisième place de la troisième étape. Après un stage en montagne en mai, Albasini est de retour en compétition en juin et s'impose dès sa course de reprise au sprint sur le Grand Prix du canton d'Argovie. Sur le Tour de France, Albasini remporte avec Orica-GreenEDGE le contre-la-montre par équipes de Nice, ce qui lui permet de devenir troisième du classement général dans le même temps que Simons Gerrans qui porte le maillot jaune. Il rétrograde ensuite dans le classement après les étapes des Pyrénées. Albasini figure ensuite dans la bonne échappée de la quatorzième étape. Il rattrape dans le dernier kilomètre Julien Simon parti auparavant en solitaire mais est battu au sprint d'arrivée par Matteo Trentin. Le Suisse est finalement 86e de ce Tour de France. Albasini participe ensuite en août et septembre à plusieurs courses d'un jour de niveau World Tour avant d'être sélectionné dans l'équipe de Suisse pour la course en ligne des championnats du monde où le chef de file de cette délégation est Fabian Cancellara. Dans une course marquée par la présence d'une forte pluie, Albasini chute et abandonne sans toutefois se blesser,.
Après un début de saison 2014 commencé au Challenge de Majorque en février, Albasini obtient en avril la septième place de la Flèche wallonne, à huit secondes du vainqueur Alejandro Valverde. Lors de Liège-Bastogne-Liège, il est 95e d'une course remportée à Ans par son coéquipier Simon Gerrans. Enchaînant avec le Tour de Romandie, il en remporte la 1re étape, raccourcie par des chutes de neige, au sprint. Cette victoire d'étape est la première d'un Suisse sur l'épreuve depuis 2004 et la victoire de Fabian Jeker. Albasini devient deuxième du classement général. Il s'impose à nouveau le lendemain, ce qui lui permet grâce à des bonifications de prendre le maillot jaune au précédent leader, Michał Kwiatkowski, pour une étape. Au lendemain de la perte de ce maillot, Albasini remporte une troisième victoire, la quatrième étape, au sprint après une échappée où il devance Thomas Voeckler et Jan Bakelants. Un mois plus tard, toujours en Suisse, Albasini est cinquième du Grand Prix du canton d'Argovie dont il était tenant du titre. Sur le Tour de Suisse, Albasini est battu au sprint dans la troisième étape qui se termine près de son domicile par Peter Sagan. Albasini termine le mois de juin par le championnat de Suisse sur route. Figurant au sein d'un groupe de trois coureurs qui se disputent la victoire, il est devancé au sprint par Martin Elmiger. Participant ensuite au Tour de France, il termine dans les quinze premiers des quatre premières étapes. Il obtient par la suite deux autres places dans les dix premiers d'une étape, dont son meilleur résultat, une quatrième place dans l'arrivée au sprint de la douzième étape gagnée par Alexander Kristoff. Albasini est également membre d'une échappée infructueuse lors de la seizième étape. Au terme de cette étape, il est accusé par le directeur sportif Jean-René Bernaudeau d'avoir proféré en course des propos racistes envers son coureur Kévin Réza. Albasini nie avoir tenu de tels propos et évoque des « mots un peu rudes » relatifs à une non-collaboration de Réza durant leur échappée. Les deux coureurs se parlent le lendemain et « le malentendu a été dissipé » selon un membre de l'encadrement d'Orica-GreenEDGE,. Albasini termine 70e à Paris. Après avoir notamment participé à plusieurs courses d'un jour de niveau World Tour, Albasini gagne le 18 septembre les Trois vallées varésines semi-classique italienne de l'Europe Tour. Présent dans le groupe de six coureurs qui se dispute la victoire, il s'impose devant Sonny Colbrelli. Le même jour, il apprend qu'il fait partie des trois coureurs suisses retenus pour la course en ligne des championnats du monde, en compagnie de Fabian Cancellara et Danilo Wyss. Durant l'épreuve, Albasini joue un rôle d'équipier de Cancellara et figure un temps à l'avant de la course dans le but de fatiguer leurs adversaires. Finalement, Cancellara est onzième et Albasini 66e à plus de cinq minutes du vainqueur, le Polonais Michał Kwiatkowski,. Une semaine plus tard, Albasini figure dans un groupe de coureurs qui se détachent dans la dernière difficulté et qui se disputent la victoire du Tour de Lombardie. Il se classe sixième à une seconde de Daniel Martin.
Michael Albasini commence la saison 2015 en France à la fin du mois de février avant de participer à sa première course World Tour lors de Paris-Nice au début du mois de mars,. Après le Tour du Pays basque, il participe aux classiques ardennaises. Il réalise sa meilleure performance sur la Flèche wallonne où il peut jouer sa carte personnelle malgré les doutes de son directeur sportif Matthew White sur ses possibilités de réussite en raison de l'introduction à quelques kilomètres de l'arrivée d'une autre difficulté, la côte de Cherave,. Il est troisième au sommet du Mur de Huy derrière Alejandro Valverde et Julian Alaphilippe. Après ces classiques, il est présent lors du Tour de Romandie. Il y gagne les deuxième et troisième étapes, devançant notamment Alaphilippe lors de ces arrivées, et est en tête de l'épreuve durant trois jours. Après une coupure, Albasini est attendu au Grand Prix du canton d'Argovie qu'il termine deuxième au sprint derrière Alexander Kristoff qui remporte à cette occasion sa 17e victoire en 2015,. Il est ensuite présent au Tour de Suisse où il obtient deux places dans les dix premiers d'étapes et contribue à la victoire de Michael Matthews dans la quatrième étape,, puis au championnat de Suisse sur route. Alors qu'il y est en lice pour la victoire, il chute dans l'avant-dernier virage, laissant Danilo Wyss s'imposer. Albasini termine douzième. Sélectionné pour le Tour de France, il y est attendu pour une victoire d'étape, notamment lors de la troisième qui se conclut par le Mur de Huy. Lors de cette étape, Albasini, tout comme plusieurs de ses coéquipiers, est impliqué dans une chute collective et ne peut figurer pour la victoire qui revient à Joaquim Rodríguez. Il chute également à deux reprises au cours de la cinquième étape. Après l'arrivée, une fracture de la partie supérieure de son bras gauche lui est diagnostiquée, provoquant son abandon. Après avoir participé à quatre courses d'un jour de l'UCI World Tour, Albasini est sélectionné pour la course en ligne des championnats du monde. Chef de file de la sélection suisse qui comporte également Silvan Dillier et Grégory Rast,,, il se classe 66e de l'épreuve. À la fin de l'année le coureur suisse fait le choix de prolonger de deux ans son contrat avec l'équipe Orica-GreenEDGE.
Albasini commence la saison 2016 en janvier par la première épreuve de l'World Tour : le Tour Down Under. Après un stage en février en Afrique du Sud, Paris-Nice en mars et le Tour du Pays basque en avril, il participe aux classiques ardennaises. Chef de file de son équipe pour la Flèche wallonne, il tente une offensive dans les derniers kilomètres sans résultat. Au sommet du Mur de Huy, il est septième. Lors de Liège-Bastogne-Liège, il est à l'origine de l'attaque décisive de la course lors de l'ascension de la côte de la rue Naniot à 3 kilomètres de l'arrivée. Trois autres coureurs sont avec lui et à l'arrivée, Albasini est dominé au sprint par Wout Poels. Il termine ce bloc de courses par le Tour de Romandie dont il remporte la dernière étape en sortant vainqueur d'un groupe d'échappés. Albasini est en juin chef de file de son équipe au Grand Prix du canton d'Argovie dont il est seizième. Il est ensuite dominé par Peter Sagan lors du sprint pour la victoire sur la troisième étape du Tour de Suisse. Il est présent sur le Tour de France où son équipier Adam Yates se classe quatrième. Sélectionné pour la course en ligne des Jeux olympiques de Rio, il figure dans la première échappée de la course. Une fois celle-ci reprise, Albasini abandonne la course. Il est ensuite chef de file de la sélection suisse pour la course en ligne du championnat d'Europe sur route où il se classe 45e,. En revanche, il refuse d'être sélectionné pour la course en ligne des championnats du monde de Doha.
Pour 2017, Albasini vise une sélection sur le Tour de France et a comme objectifs Paris-Nice, les classiques ardennaises ainsi que les courses d'une semaine se disputant en Suisse. En avril, il est tout d'abord deuxième du Tour de La Rioja derrière Rory Sutherland qui profite dans le final de la supériorité numérique de son équipe Movistar. Il enchaîne par une victoire au sprint sur la deuxième étape du Tour du Pays basque. Lors de l'Amstel Gold Race, à la lutte pour la victoire pendant une grande partie de la course, il est troisième à l'arrivée à 10 secondes de Philippe Gilbert et de Michał Kwiatkowski. Il est ensuite cinquième de la Flèche wallonne et septième de Liège-Bastogne-Liège, deux courses remportées par Alejandro Valverde. Albasini conclut ce mois et ce bloc de courses par une victoire sur la première étape du Tour de Romandie, sa septième au total sur l'épreuve. En juin, après une quatrième place au Grand Prix du canton d'Argovie, il obtient trois tops 5 sur des étapes du Tour de Suisse. Il est présent sur le Tour de France en tant qu'équipier d'Esteban Chaves et de Simon Yates et peut viser une victoire d'étape. Albasini figure dans une échappée lors de la 19e étape et obtient son meilleur classement sur ce Tour ce jour-là avec une neuvième place. Son leader Simon Yates est septième du classement général final. En septembre, il remporte la Coppa Agostoni, termine quatrième de la Coppa Bernocchi et s'adjuge le Trittico Lombardo. Attendu sur la course en ligne des championnats du monde de Bergen, il se classe septième du sprint d'arrivée remportée par Peter Sagan,. Albasini termine sa saison par des courses d'un jour italiennes avec pour meilleur résultat une quatrième place sur le Grand Prix Bruno Beghelli. En fin d'année, son contrat est prolongé dans l'équipe pour deux saisons.
Son printemps 2018 est perturbé par un virus. Après une quatrième place sur une étape du Tour du Pays basque, il abandonne sur chaque classique ardennaise à laquelle il participe et n'obtient sur le Tour de Romandie qu'une neuvième place d'étape comme meilleur résultat. À la fin du mois de mai, il gagne le Tour des Fjords ainsi qu'une étape puis contribue à la victoire de son équipe sur l'étape de Stavanger des Hammer Series. Visant une victoire d'étape lors du Tour de Suisse, il se lance dans une échappée infructueuse dans la deuxième étape avant de finir quatrième au sprint de la troisième étape, son meilleur classement sur cette édition. Contrairement aux années précédentes, il n'est pas sélectionné pour le Tour de France. En août, il est chef de file de la sélection suisse pour la course en ligne du championnat d'Europe sur route de Glasgow. Alors qu'il figure dans le groupe de tête qui se dispute la victoire, il subit une chute à 9 kilomètres de l'arrivée. Perdant toute chance de s'imposer, il se classe finalement septième. Il est ensuite présent sur le Tour d'Espagne que remporte son chef de file Simon Yates.
Albasini est sélectionné en 2019 pour le championnat d'Europe sur route où il abandonne puis pour la course en ligne des championnats du monde. Il se classe 22e de l'épreuve, son coéquipier Stefan Küng étant troisième. Il décide en 2019 d'arrêter sa carrière à l'issue du Tour de Suisse 2020, pour cela son contrat est reconduit jusque juin 2020. Il entame sa saison en février par des courses en Espagne. Cependant, la saison est perturbée par la pandémie de Covid-19 et de nombreuses courses sont annulées, dont ce Tour de Suisse. Il participe à une édition virtuelle de cette course. Son contrat est étendu jusqu'en fin d'année, ce qui lui permet de participer à la reprise de la saison prévue en août. Il cible alors les classiques ardennaises. Pour se préparer à cette reprise, il décide de parcourir à l'entraînement les étapes initialement prévues pour l'édition 2020 du Tour de Suisse. Il effectue ce parcours avec Stefan Küng et ponctuellement avec d'autres coureurs ou anciens coureurs professionnels suisses. En août, il se classe onzième du championnat d'Europe sur route. Albasini est sélectionné en septembre pour la course en ligne des championnats du monde. Il a Marc Hirschi comme chef de file sur l'épreuve. Hirschi y obtient la troisième place, Albasini de son côté ne termine pas l'épreuve. Albasini dispute la dernière course de sa carrière à l'occasion de Liège-Bastogne-Liège. Il s'y signale en lançant une échappée à 27 kilomètres de l'arrivée. Repris quatre kilomètres plus loin,il termine l'épreuve à la 76e place,. Le 29 décembre 2020, lors de la cérémonie récompensant le cycliste suisse de l'année, il reçoit le « Lifetime Award » pour l'ensemble de sa carrière.

### Reconversion
En avril 2020, Albasini envisage une reconversion dans le milieu cycliste, soit comme entraîneur, soit en intégrant l'encadrement technique de son équipe.
À l'issue de la saison 2020, il met un terme à sa carrière de coureur. En janvier 2021, il devient entraîneur national, succédant à son père Marcello, lequel assure une phase de transition. Il est notamment prévu que le duo père-fils encadre la sélection lors du Tour de Romandie et du Tour de Suisse en 2021. Parallèlement à ses fonctions, Michael Albasini suit une formation pour devenir entraîneur professionnel. Découvrant sa nouvelle fonction à l'occasion d'une course en Italie, Albasini apprend dix jours avant le début du Tour de Romandie qu'il peut engager une sélection de Suisses non membres d'une équipe World Tour, son père étant alors son adjoint. Il quitte son poste à la fin de l’année 2024.

## Style
Michael Albasini est un coureur de « petit gabarit » (1,72 m pour 65 kg). Adepte de longues échappées, cette tactique de course lui a permis de décrocher plusieurs de ses victoires,. Puncheur, il est également à l'aise en moyenne montagne et peut s'imposer sur certaines courses à étapes d'une semaine,. Il dispose également d'une pointe de vitesse lui permettant de figurer aux avant-postes lors des sprints.
Albasini fait partie des coureurs ayant des résultats sur tous les types de terrain, notamment sur les classiques ardennaises et tout particulièrement la Flèche wallonne,, la course de ce type qu'il préfère. Sur cette course, il obtient des résultats significatifs, se classant dans les douze premiers sur chaque édition entre 2008 et 2016 sauf en 2013 où il est 21e. En 2015, son directeur sportif déclare avant la Flèche wallonne 2015 que son coureur n'est pas un grimpeur susceptible d'être performant sur plusieurs ascensions successives mais que ses caractéristiques conviennent à la montée du Mur de Huy. Il assure également un rôle d'équipier sur les autres épreuves auxquels il participe, étant alors qualifié d'« équipier de luxe ».

## Palmarès, résultats et classements

### Palmarès amateur
| - 1998 - Champion de Suisse sur route juniors - Champion de Suisse de la montagne juniors - 2e étape du Grand Prix Rüebliland - 2000 - 4e étape du Transalsace International - Tour du Canton de Genève - 2e du Gran Premio Inda | - 2002 - Champion d'Europe sur route espoirs - 1re étape du Grand Prix Kranj - 4e étape du Transalsace International - 2e du Gran Premio Sportivi San Vigilio - 3e du championnat de Suisse sur route espoirs |

### Palmarès professionnel
| - 2004 - 5e du Championnat de Zurich - 2005 - 5e étape du Tour de Suisse - 2006 - 3e du Grand Prix de Fourmies - 2007 - 4e étape du Circuit de la Sarthe - 2008 - 3e étape du Tour de Luxembourg - 2e du Grand Prix Miguel Indurain - 2e du Tour de Luxembourg - 3e du Tour méditerranéen - 7e de la Flèche wallonne - 2009 - 4e étape du Tour du Pays basque - 5e étape du Tour de Suisse - Tour d'Autriche : - Classement général - 2e étape - 9e de la Flèche wallonne - 2010 - Tour de Grande-Bretagne : - Classement général - 3e étape - 4e du Tour de Pologne - 10e de la Flèche wallonne - 2011 - 3e étape du Tour de Bavière - Grand Prix du canton d'Argovie - 13e étape du Tour d'Espagne - 3e du Tour de Bavière - 2012 - Tour de Catalogne : - Classement général - 1re et 2e étapes - 8e étape du Tour de Suisse - 2e de la Flèche wallonne - 2e du championnat de Suisse sur route | - 2013 - 4e étape de Paris-Nice - Grand Prix du canton d'Argovie - 4e étape du Tour de France (contre-la-montre par équipes) - 2014 - 1re, 2e et 4e étapes du Tour de Romandie - Trois vallées varésines - 2e du championnat de Suisse sur route - 6e du Tour de Lombardie - 7e de la Flèche wallonne - 2015 - 2e et 3e étapes du Tour de Romandie - 2e du Grand Prix du canton d'Argovie - 3e de la Flèche wallonne - 2016 - 5e étape du Tour de Romandie - 2e de Liège-Bastogne-Liège - 7e de la Flèche wallonne - 2017 - 2e étape du Tour du Pays basque - 1re étape du Tour de Romandie - Coppa Agostoni - Trittico Lombardo - 2e du Tour de La Rioja - 3e de l'Amstel Gold Race - 5e de la Flèche wallonne - 7e de Liège-Bastogne-Liège - 7e du championnat du monde sur route - 2018 - Tour des Fjords : - Classement général - 2e étape - 7e du championnat d'Europe sur route |

### Résultats sur les grands tours

#### Tour de France
9 participations
- 2005 : 145e
- 2006 : 117e
- 2007 : 59e
- 2012 : 110e
- 2013 : 86e, vainqueur de la 4e étape (contre-la-montre par équipes)
- 2014 : 70e
- 2015 : non-partant (6e étape)
- 2016 : 132e
- 2017 : 98e

#### Tour d'Italie
2 participations
- 2004 : 88e
- 2010 : 123e

#### Tour d'Espagne
3 participations
- 2009 : abandon (11e étape)
- 2011 : 123e, vainqueur de la 13e étape
- 2018 : 118e

### Classements mondiaux
Jusqu'en 2004, le classement UCI concerne tous les coureurs ayant obtenu des points lors de courses du calendrier international de l'Union cycliste internationale (324 courses en 2004). En 2005, l'UCI ProTour et les circuits continentaux sont créés, ayant chacun leur classement. De 2005 à 2008, le classement de l'UCI ProTour classe les coureurs membres d'équipes ProTour en fonction des points qu'ils ont obtenu lors des courses du calendrier UCI ProTour, soit 28 courses en 2005, 27 en 2006, 26 en 2007. En 2008, le calendrier du ProTour est réduit à 15 courses en raison du conflit entre l'UCI et les organisateurs de plusieurs courses majeures. Les trois grands tours, Paris-Roubaix, la Flèche wallonne, Liège-Bastogne-Liège, le Tour de Lombardie, Tirreno-Adriatico et Paris-Nice ne sont donc pas pris en compte dans le classement ProTour 2008. En 2009 et 2010, un « classement mondial UCI » remplace le classement ProTour. Il prend en compte les points inscrits lors des courses ProTour et des courses qui n'en font plus partie, regroupées dans un « calendrier historique », soit au total 24 courses en 2009 et 26 en 2010. Ce nouveau classement prend en compte les coureurs des équipes continentales professionnelles. En 2011, l'UCI ProTour devient l'UCI World Tour et reprend dans son calendrier les courses qui l'avaient quitté en 2008. Il comprend 27 courses en 2011 et son classement ne concerne plus que les coureurs membres des 18 équipes ProTeam.
Michael Albasini obtient son meilleur classement en 2012 : 23e.
| Année                  | 2002   | 2003   | 2004 | 2005 | 2006 | 2007 | 2008 | 2009 | 2010 | 2011 | 2012 | 2013 | 2014 | 2015 | 2016 | 2017 |
| ---------------------- | ------ | ------ | ---- | ---- | ---- | ---- | ---- | ---- | ---- | ---- | ---- | ---- | ---- | ---- | ---- | ---- |
| Classement UCI         | 1 444e | 1 279e | 310e |      |      |      |      |      |      |      |      |      |      |      |      |      |
| Classement ProTour     |        |        |      | 173e | nc   | 188e | 106e |      |      |      |      |      |      |      |      |      |
| Calendrier mondial UCI |        |        |      |      |      |      |      | 129e | 73e  |      |      |      |      |      |      |      |
| UCI World Tour         |        |        |      |      |      |      |      |      |      | 134e | 23e  | 126e | 65e  | 64e  | 50e  | 44e  |